# Студзенець (Підкарпатське воєводство)
Студзенець (пол. Studzieniec) — село в Польщі, у гміні Пишниця Стальововольського повіту Підкарпатського воєводства.
Населення — 301 особа (2011).
У 1975-1998 роках село належало до Тарнобжезького воєводства.

## Демографія
Демографічна структура станом на 31 березня 2011 року:
|          | Загалом | Допрацездатний вік | Працездатний вік | Постпрацездатний вік |
| -------- | ------- | ------------------ | ---------------- | -------------------- |
| Чоловіки | 152     | 30                 | 105              | 17                   |
| Жінки    | 149     | 28                 | 80               | 41                   |
| Разом    | 301     | 58                 | 185              | 58                   |